# رالف كايزر (أستاذ جامعي)
رالف كايزر (بالألمانية: Ralph Kayser)‏ هو أستاذ جامعي ألماني، ولد في 18 نوفمبر 1965 في برلين في ألمانيا.